# Campeonato Asiático Sub-16 de 2012
O Campeonato Asiático Sub-16 de 2012 foi a 15ª edição do torneio organizado pela Confederação Asiática de Futebol. A AFC escolheu o Irã como anfitrião do campeonato em 23 de novembro de 2011. As 4 melhores equipes se classificaram para o Campeonato Mundial de Futebol Sub-17 de 2013, organizado pelos Emirados Árabes Unidos. A qualificação para este torneio começou em 2011.

## Escolha do país sede
O Comitê Organizador de Competições de base da AFC para o período 2011–2015, anunciou que o Irã e Palestina estavam interessados em sediar o Campeonato Asiático Sub-16 de 2012.
Por decisão do Comitê da Competições, o país anfitrião deveria se qualificar para o torneio. A decisão sobre os anfitriões foi tomada em reunião da comissão em 21 de novembro 2011, com base nos resultados das eliminatórias.

## Estádios
| Teerã                    | Teerã | Teerã              |
| Shahid Dastgerdi Stadium | Teerã | Rah Ahan Stadium   |
| Capacidade: 8.250        | Teerã | Capacidade: 12.000 |
|                          | Teerã |                    |

## Sorteio
O sorteio para a competição foi realizado em 10 de maio de 2012, em Teerã, no Irã.
| Pote 1 (País sede e Atual campeão)        | Pote 2                    | Pote 3                         | Pote 4                             |
| ----------------------------------------- | ------------------------- | ------------------------------ | ---------------------------------- |
| Irã Coreia do Norte Uzbequistão Austrália | Japão Síria Iraque Kuwait | China Omã Arábia Saudita Iêmen | Tailândia Laos Coreia do Sul Índia |

## Fase final
|  | Quartas de final | Quartas de final |              |      | Semifinais | Semifinais |  |  | Final | Final |
|  |                  |                  |              |      |            |            |  |  |       |       |
|  | 30 de setembro   |                  |              |      |            |            |  |  |       |       |
|  |                  |                  |              |      |            |            |  |  |       |       |
|  | Irã              | 5                |              |      |            |            |  |  |       |       |
|  | Irã              | 5                | 3 de outubro |      |            |            |  |  |       |       |
|  | Austrália        | 1                |              |      |            |            |  |  |       |       |
|  | Austrália        | 1                | Irã          | 2    |            |            |  |  |       |       |
|  | 30 de setembro   |                  | Irã          | 2    |            |            |  |  |       |       |
|  |                  | Uzbequistão      | 3            |      |            |            |  |  |       |       |
|  | Coreia do Sul    | Uzbequistão      | 3            | 1(3) |            |            |  |  |       |       |
|  | Coreia do Sul    |                  | 6 de outubro | 1(3) |            |            |  |  |       |       |
|  | Uzbequistão      | 1(5)             |              |      |            |            |  |  |       |       |
|  | Uzbequistão      | 1(5)             | Uzbequistão  | 1(3) |            |            |  |  |       |       |
|  | 30 de setembro   |                  | Uzbequistão  | 1(3) |            |            |  |  |       |       |
|  |                  | Japão            | 1(1)         |      |            |            |  |  |       |       |
|  | Iraque           | Japão            | 1(1)         | 3    |            |            |  |  |       |       |
|  | Iraque           | 3 de outubro     |              | 3    |            |            |  |  |       |       |
|  | Kuwait           | 1                |              |      |            |            |  |  |       |       |
|  | Kuwait           | 1                | Iraque       | 1    |            |            |  |  |       |       |
|  | 30 de setembro   |                  | Iraque       | 1    |            |            |  |  |       |       |
|  |                  | Japão            | 5            |      |            |            |  |  |       |       |
|  | Síria            | Japão            | 5            | 1    |            |            |  |  |       |       |
|  | Síria            |                  |              | 1    |            |            |  |  |       |       |
|  | Japão            | 2                |              |      |            |            |  |  |       |       |
|  | Japão            | 2                |              |      |            |            |  |  |       |       |

## Campeão
| Campeonato Asiático de Futebol Sub-16 2012 |
| Bandeira do Uzbequistão                    |
| ------------------------------------------ |
| Uzbequistão Campeão (1º título)            |

## Campeonato Mundial
Os quatro finalistas da competição, foram automaticamente classificados ao Campeonato Mundial de Futebol Sub-17 de 2013.
- Uzbequistão
- Japão
- Irã
- Iraque

## Artilheiros
5 gols
- Hwang Hee-Chan

3 gols
- Reza Chaab
- Majid Hosseini
- Amir Mohammad Mazloum
- Taro Sugimoto
- Hatem Al-Rushadi
- Mohammed Al-Dahi

2 gols
| - Joshua MacDonald - Zhang Yuning - Ali Rigi - Saeid Ezzatollahi - Uttam Rai | - Kohya Kitagawa - Hiroki Ogawa - Wataru Sasaki - Bader Thekr Allah - Nawaf Marzouq | - Samer Al-Mahdawi - Anousay Noyvong - Armisay Kettavong - Khaled Kourdoghli - Akobir Turaev |

1 gol
| - Bai Antoniou - James Baldacchino - Taylor Tombides - Hu Jinghang - Wang Jinxian - Ali Shojaei - Mohammad Reza Bazaj - Sasan Jafari - Daniel Lalhlimpuia - Myron Mendes - Thanin Phanthavong - Ali Essam Kadhim - Mahdi Al-Korji - Mohammed Lateef | - Salman Ali Salman - Sherko Kareem Lateef - Yasir Ammar Sami - Fumiya Nakamura - Koki Sugimori - Takuma Mizutani - Yuki Onishi - Ryoma Watanabe - Choi Ju-Yong - Jeong Hun-U - Ko Min-Hyeok - Abdullah Alasfour - Naji Alajmi - Abdull-Kareem Al-Qahtani | - Marwan Mubarak - Samir Al Alawi - Ri Ryong - Ri Kwang-Song - Subie Alhusni - Saran Puangbut - Peeranat Thongma - Abdullaev Izzatilla - Boltaboev Jamshid - Ibrokhim Abdullaev - Ilhomjon Abdiganiyev - Mukhiddin Odilov - Shukurov Otabek - Khamdamov Doctonbek |

Gols contra
- Anoukone Keola (a favor do Kuwait)
- Ala Addin Mahdi (a favor de Laos)